# Eris Norman Michael O’Brien
Eris Norman Michael O’Brien (* 20. September 1895 in Condobolin, New South Wales; † 28. Februar 1974 in Richmond, New South Wales) war ein australischer Geistlicher und Historiker.
O’Brien war das älteste von drei Kindern des in Australien geborenen Polizisten Terence O’Brien und seiner in Irland geborenen Frau Bertha Conroy. Er studierte am St. Aloysius College und dem St. Patricks Seminar in Manly. Bartolomeo Cattaneo, Apostolischer Delegat in Australien, weihte ihn am 30. November 1918 zum Priester für das Bistum Sydney.
1934 wurde er beurlaubt, um an der Katholischen Universität Löwen, Belgien, zu studieren. Dort erwarb er 1936 den Ph.D. und im Anschluss an der National University of Ireland, Dublin, MA. 1940 war er maßgeblich an der Gründung der Australian Catholic Historical Society beteiligt.
Papst Pius XII. ernannte ihn am 5. Februar 1948 zum Titularbischof von Alinda und Weihbischof in Sydney. Giovanni Panico, Apostolischer Delegat in Australien, Neuseeland und Ozeanien, weihte ihn am 6. April 1948 zum Bischof. Mitkonsekratoren waren Thomas Martin Fox, Bischof von Wilcannia-Forbes, und Patrick Joseph Farrelly, Koadjutor-Bischof von Lismore. Am 11. Januar 1951 ernannte der Papst ihn zum Titularerzbischof von Cyrrhus. Am 16. November 1953 ernannte Papst Pius XII. ihn Erzbischof von Canberra. Am 29. November 1977 nahm Papst Paul VI. seinen Rücktritt aus gesundheitlichen Gründen als Erzbischof an und ernannte ihn um Titularerzbischof von Apamea in Syria.
O’Brien nahm als Konzilsvater an allen vier Sitzungsperioden des Zweiten Vatikanischen Konzils teil.
Er wurde in der St. Christopher’s Cathedral in Canberra beigesetzt.